# سیلویا بیچ
سیلویا بیچ (به انگلیسی: Sylvia Beach) (زادهٔ ۱۴ مارس ۱۸۸۷ در بالتیمور – درگذشتهٔ ۵ اکتبر ۱۹۶۲ در پاریس) با نام تولد نانسی وودبریج بیچ، کتاب‌فروش و ناشر آمریکایی مقیم فرانسه بود که بیشتر زندگی‌ش را در پاریس گذراند. او یکی از چهره‌های شاخص مهاجران آمریکایی بین دو جنگ جهانی بود.

## اوان زندگی

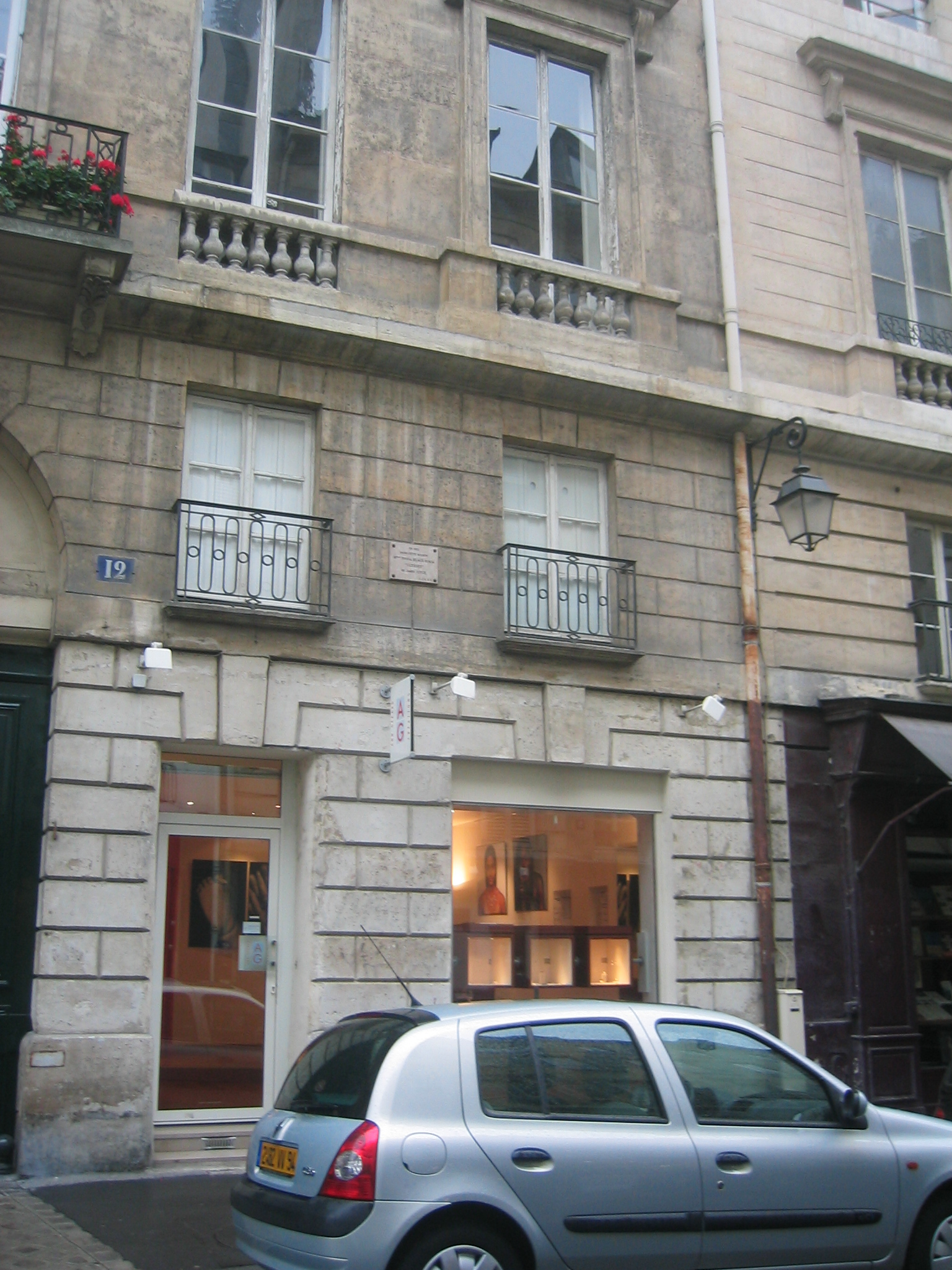
سیلویا بیچ

سیلویا بیچ در ۱۴ مارس ۱۸۸۷ در بالتیمور چشم به جهان گشود. او سومین دختر سیلوستر بیچ (به انگلیسی: Sylvester Beach) و النور تومازین اربیسان (به انگلیسی: Eleanor Thomazine Orbison) بود. نام او را مادربزرگش نانسی گذاشت و وی بعداً تصمیم گرفت تا اسم‌اش را به سیلویا تغییر دهد. پدربزرگ و مادربزرگ مادری‌اش از مبلغان مذهبی هند بودند. پدرش کشیش پروتستان بود و اجدادش همه روحانی‌تبار بودند. وقتی او دختری جوان بود، خانواده‌اش در بالتیمور و نیوجرسی زندگی می‌کردند. در ۱۹۰۱ پدر سیلویا معاون کشیش کلیسای آمریکایی‌ها و مدیر مرکز دانشجویان آمریکایی در پاریس شد و خانواده بیچ به پاریس سفر کردند.
سیلویا بیچ بیش از سه سال در پاریس زندگی کرد (۱۹۰۲–۱۹۰۵) و در ۱۹۰۶ زمانی‌که پدرش مدیر اولین کلیسای پروتستان در پرینستون شد، به نیوجرسی بازگشت. بعد از این‌که خانواده‌اش به آمریکا بازگشتند، سیلویا چندین‌بار تنها به اروپا رفت و دو سال در اسپانیا زندگی کرد. او با کمیتهٔ صلیب سرخ بالکان همکاری می‌کرد و هنگام جنگ به پاریس بازگشت و در زمینهٔ ادبیات معاصر درس خواند.
سیلویا بیچ در حالی‌که بعضی از تحقیقات را در کتابخانهٔ ملی فرانسه انجام می‌داد، نام کتاب‌فروشی آدرین مونیه را در روزنامهٔ ادبی فرانسه دید و تصمیم گرفت به دنبال مغازهٔ کوچک او در خیابان اودئون بگردد. وقتی مغازهٔ مونیه را یافت با استقبال گرم او روبه‌رو شد، زن جوانی با موهای فر و پرپشت که لباسی راه‌دار با دامنی بلند به تن داشت، او همانند مغازه‌اش سیاه و سفید بود. با اینکه سیلویا پیراهن بلند و کلاه اسپانیایی به‌تن داشت، مونیه در نگاه اول فهمید که او آمریکایی‌تبار است. دیدار اولشان به تمجید آدرین مونیه از آمریکا و سیلویا بیچ از فرانسه گذشت و پس از آن، این دو زن برای ۳۶ سال تا زمان خودکشی مونیه در ۱۹۵۵ دوستی نزدیکی با هم داشتند.

## شکسپیر و شرکاء

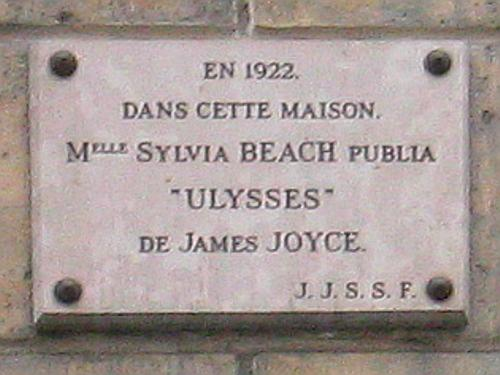
لوح یادبود در خیابان 12، خیابان اودئون پاریس، فرانسه (جایی که کتابفروشی سیلویا بیچ "Shakespeare & Company" قرار داشت)

سیلویا به عضویت کتابخانهٔ آدرین مونیه درآمد و زمانی‌که در پاریس بود کتاب‌های آندره ژید و پل والری را خواند. با تشویق آدرین از نوشتار خلاق او و الهام گرفتن سیلویا از زندگی ادبی آدرین، سیلویا در رؤیای تأسیس یک شعبه از کتاب‌فروشی مونیه به نیویورک رفت تا بتواند آثار فرانسوی را به خوانندگان آمریکایی معرفی کند. مادرش، پس‌انداز سه‌هزار دلاری‌اش را قبلاً در اختیار وی قرار داده بود و وی توان مالی مناسبی در آن زمان برای افتتاح یک مغازه در نیویورک نداشت برای همین تصمیم گرفت تا در پاریس که ارزان‌تر و نرخ ملک مناسب‌تر بود مغازه اجاره کند. با کمک مونیه، او توانست کتاب‌فروشی و کتابخانه‌ای برای زبان انگلیسی با نام «کتاب‌فروشی شکسپیر و شرکاء» را باز کند. چهار سال قبل از این‌که وی این کتاب‌فروشی را باز کند، آدرین مونیه جزء اولین زنانی بود که در فرانسه کتاب‌فروشی داشت.
«شکسپیر و شرکاء» خیلی زود در بین کتاب‌خوان‌های آمریکایی و فرانسوی محبوبیت یافت و با تنزل نرخ فرانک، خیل زیادی از آمریکایی‌ها به مغازهٔ سیلویا هجوم آوردند و کار او هر روز بیشتر رونق می‌گرفت و او نیاز به مغازه‌ای بزرگ‌تر داشت. در ۱۹۲۱ «شکسپیر و شرکاء» به جایی بزرگتر در خیابان اودئون رفت که آدرین هم همان‌جا مغازه داشت.
در ۱۹۲۲ که رمان «اولیس» جیمز جویس نتوانسته بود در کشورهای انگلیسی‌زبان چاپ شود، «شکسپیر و شرکاء» با انتشار آن به جویس شهرت زیادی داد. سیلویا بیچ یکی از ناشران و کتاب‌فروشی‌های پاریس بود که افسانهٔ به حقیقت پیوسته‌ای برای نویسندگان بااستعداد ولی ناشناخته بود. نویسندگانی چون ارنست همینگوی، گرترود استاین، ازرا پاوند، ژانت فلانر، ویلیام کارلوس ویلیام، اسکات فیتزجرالد، جیمز جویس و ریچارد رایت با وی مراوده داشتند. شروود اندرسون هم پس از این‌که مجموعه داستانش «وینزبورگ، اوهایو» را در پشت ویترین کتاب‌فروشی بیچ دیده بود به عضویت آن‌جا در آمده بود. کتاب‌فروشی «شکسپیر و شرکاء» جزء پنج کتاب‌فروشی ادبی خوب بود. مونیه در این زمان به سردبیری و چاپ مجله‌های ادبی مشغول بود و آثاری را از نویسندگان آمریکایی، انگلیسی و آلمانی برای مردم فرانسه ترجمه می‌کرد.

### همینگوی و بیچ
آشنایی ارنست همینگوی با سیلویا به زمان جنگ برمی‌گشت زمانی که همینگوی زخمی بود و سیلویا به عنوان پرستار به او کمک کرده بود، همینگوی بارها در صحبت‌هایش گفته بود: «مونیه و بیچ زنان بی‌نظیر و باهوشی هستند و این دو کتاب‌فروشی جایی ویژه در قلب کتاب‌خوانها و نویسندگان باز کرده‌اند.»

### جویس و بیچ
مونیه و بیچ اولین بار جیمز جویس و همسرش نورا را در مهمانی شام در تابستان ۱۹۲۰ ملاقات کردند، بیچ در آن مهمانی جویس را این‌گونه معرفی کرد: «چه کسی با کارهای این مرد برازنده آشنا است؟ او جیمز جویس بزرگ است.» در آن زمان جویس و همسرش آپارتمانی را در پاریس اجاره کرده بودند و جویس نیمه‌وقت در مدرسه زبان تدریس می‌کرد. او برای نوشتن «اولیس» ۵ سال زمان گذاشته بود. جویس بسیار تلاش کرده بود تا در انگلیس و آمریکا «اولیس» را چاپ کند که کتابش جز جنجال فراوان برایش ثمری نداشت حتی یک مجلهٔ نقد آمریکایی چهار شماره از «اولیس» را به صورت داستان پیوسته چاپ کرد ولی با اعتراض مردم مجله توقیف شد و کار ناشر به دادگاه کشید در دادگاه اظهار کردند: «اولیس، کتابی است که مسائل جنسی را با رنگ و لعاب زبانی بیان می‌کند و باعث انحراف اخلاقی است.» جویس از همه جا ناامید به کتاب‌فروشی «شکسپیر و شرکاء» آمد و به بیچ گفت: «افتخار می‌دهید تا «اولیس» را چاپ کنید؟» و بیچ درخواستش را بلافاصله پذیرفت. بیچ به نبوغ نویسندهٔ ایرلندی اعتقاد داشت و این موضوع را با مونیه در میان گذاشت و او هم پیشنهاد بیچ را پذیرفت که بعد از چاپ کتاب به زبان انگلیسی آن‌را به فرانسه چاپ کند.
جویس بعد از چاپ «اولیس» گفت: «کتابی را که به بیچ داده بود تا زمان انتشارش ۳ مرتبه بازنویسی کرده‌است.» بازنویسی جویس با قلم بود و باید کسی این‌ها را تایپ می‌کرد چون جویس در این زمان دچار مشکل بینایی هم شده بود برای همین کسانی به‌طور داوطلبانه با وی همکاری کردند و در تایپ دست‌نوشته‌های جویس کوشیدند. زمانی که ۷۳۲ صفحه کتاب جویس به پایان رسید، بیچ امیدوار بود به‌خاطر مشقتی که جویس متحمل شده کتاب بعدی‌اش را در حجم کمتری بنویسد! جویس در این دوره بی‌کار و بی‌پول بود. دوستانش به او کمک می‌کردند ولی این کمک‌ها موقتی بود و کفاف زندگی‌شان را نمی‌داد به همین علت بیچ تصمیم گرفت که جویس، همسر و دو فرزندش را تحت حمایت خود بگیرد. «شکسپیر و شرکاء» مبلغی را به‌عنوان قرض به‌طور منظم در اختیار جویس قرار می‌داد. این فشار مالی را بیچ به خاطر جویس تحمل می‌کرد چون به نبوغ وی اعتقاد داشت. کمک‌های مالی به وی، «شکسپیر و شرکاء» را در معرض ورشکستگی قرار داده بود ولی بیچ حاضر نبود کمک‌های مالی‌اش را به جویس متوقف کند. بالاخره پس از گذشت ۱۵ ماه، کار جویس و بیچ به پایان رسید و کتاب برای چاپ در ۱۹۲۱حاضر شد. بیچ تلاش کرد تا «اولیس» در ۲ فوریه ۱۹۲۲ در روز تولد جویس چاپ شود و ناشر توانست دو نسخه را برای آن روز به بیچ تحویل دهد که بیچ یک نسخه را به جویس هدیه داد و یک نسخه را در پشت ویترین کتاب‌فروشی خود گذاشت. جویس که فردی خرافاتی بود این اتفاق را که ۷ سال نوشتن «اولیس» طول کشیده بود و ۱۶ سال هم در انتظار چاپ بود را در روز تولدش، واقعه‌ای خوشایند می‌دانست.
«اولیس» را یک چاپخانهٔ فرانسوی چاپ کرد آن‌هم به این علت که آن‌ها زبان انگلیسی نمی‌دانستند و راحت کتاب را زیر چاپ بردند، بیچ پس از انتشار کتاب به کمک مونیه آن‌را به سرعت بسته‌بندی و برای فروش به ایرلند و انگلیس فرستاد تا مقامات دولتی فرصتی برای توقف فروش کتاب نداشته باشند. تعداد زیادی را هم به آمریکا فرستاد ولی تمام کتاب‌ها را در بندر نیویورک توقیف کردند. بیچ موضوع را با همینگوی در میان گذاشت و قرار شد که یکی از دوستان‌شان به‌نام برنارد که در آمریکا بود به آن‌ها کمک کند. برنارد به کانادا رفت چون آن‌جا «اولیس» ممنوع نبود و بیچ برای او کپی‌های روزنامه‌واری از «اولیس» به آپارتمانی که برنارد موقتاً اجاره کرده بود فرستاد و برنارد هم آن کپی‌ها را در زیر شلوارش پنهان می‌کرد و هر بار قسمتی از آن‌را به آمریکا می‌برد و به این ترتیب بود که «اولیس» به‌دست خوانندگان آمریکایی خود رسید.
اکنون نوبت مونیه بود تا کتاب را به زبان فرانسوی چاپ کند «اولیس» در سال ۱۹۲۹ برای فرانسوی‌زبان‌ها چاپ شد. بیچ تلاش زیادی برای کتاب جویس کرد اما بعد از این موفقیت همسر جویس، نورا و برادرش جورج به جویس متذکر شدند که با توجه به موفقیت کتابش باید به دنبال سود بیشتری باشد. مونیه بارها به بیچ گفته بود که جویس از او سوءاستفاده می‌کند چون بیچ کارهایی را انجام می‌داد که به او ربطی نداشت؛ از خرید قطرهٔ چشم جویس گرفته تا خرید بر طبق لیست بقالی که نورا به او می‌داد. در ۱۹۳۱ مونیه نامه‌ای بسیار تند به جویس نوشت که «تو نمی‌توانی بیچ را این‌قدر تحت فشار قرار دهی در حالی‌که کتاب‌های تو سود زیادی برای او نداشته‌است.» وی در ادامه سخن آندره ژید در مورد جویس را که می‌گفت «جویس به پول و موفقیت مانند یک قدیس بی‌اعتناست»، به سخره گرفته بود و در نامه‌اش نوشته بود آیا آن کسی که به پول و موفقیت بی‌اعتناست تو هستی؟ تویی که تا این حد نگران پول و موفقیتی! این جملات نمکی بود بر زخم جویس و هیچ‌کس فکر نمی‌کرد که جویس این نامه را به دوستانش نشان دهد و رابطهٔ جویس و مونه تا پایان عمر تیره ماند. بیچ در میان این اختلاف‌ها تصمیم گرفت تا پول جویس را کامل تصفیه کند تا به این مشاجره‌ها پایان دهد. بیچ، زمانی که جویس کتابش را به ناشر دیگری برای چاپ داد دچار بحران مالی شدیدی شد. با این‌که جویس می‌دانست که بیچ رنج بسیاری برای انتشار «اولیس» از نظر مالی متحمل شده و در معرض ورشکستی بزرگی است اما برای سود بیشتر، کتابش را به ناشری دیگر سپرد و در سال ۱۹۳۰ «شکسپیر و شرکاء» به ورطه ورشکستگی افتاد.
در آن زمان آمریکایی‌ها از پاریس مهاجرت کردند و گروه‌هایی برای خرید و فروش زمین به پاریس آمدند. با این‌که «شکسپیر و شرکاء» توانسته بود شهرت خود و نفوذی را که بین باشگاه و انجمن نویسندگان آن دوره داشت حفظ کند، بیچ به علت مشکلات زیاد مالی تصمیم به بستن کتاب‌فروشی‌اش گرفت. اما با کمک دوستانش از جمله آندره ژید به کارش ادامه داد تا در زمان شروع جنگ جهانی دوم، وقتی یکی از افسران آلمانی به مغازه بیچ آمد و آخرین نسخهٔ «رستاخیز فینیگان» را که پشت ویترین بود، دید و آن را برداشت و به بیچ قول داد که برمی‌گردد و مغازهٔ او را می‌بندد. در این موقع بود که بیچ به کمک مونیه تمام مغازه را به‌سرعت خالی کردند و در عرض دو ساعت، تمام مغازه و اسباب سبک آن را از آن‌جا بردند. بیچ شش یا هفت ماه به خاطر همکاری در فروش کتاب جیمز جویس به اردوگاه پناهندگان فرستاده شد. در آن‌جا بیمار شد و پس از پایان دوره‌ای که باید در اردوگاه می‌گذراند مدتی را مخفی شد و سپس به نزد مونیه بازگشت.

## اواخر عمر

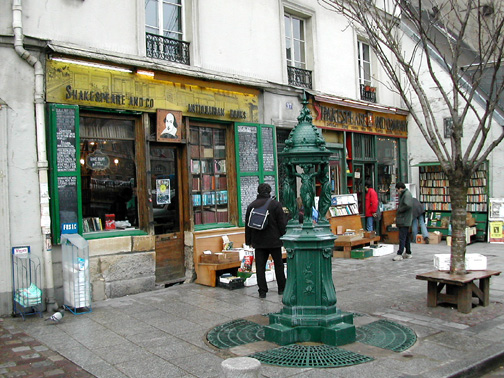
«کتابفروشی شکسپیر و شرکاء»، خیابان بوشری، پاریس، ۲۰۰۴

پس از جنگ جهانی دوم دوستان بیچ او را به افتتاح دوبارهٔ کتاب‌فروشی‌اش تشویق کردند و تی. اس. الیوت و دیگران به دنبال سرمایهٔ این کار بودند اما بیچ گفت از این کار خسته و فرسوده‌است. او با ارثیه‌ای که از خانواده‌اش به او رسیده بود و هدیه‌های دوستان و پس‌اندازی که از نوشتن مقالات و مصاحبه‌هایش به‌دست آورده بود، گذران زندگی می‌کرد. وی زندگی‌نامهٔ خودنوشت‌اش را برای مجلات ترجمه کرد. برای قدردانی از بیچ موجی از شاگردان جیمز جویس به دیدارش آمدند. بیچ در سال‌های پایانی عمرش موفق به کسب دکترای افتخاری از دانشگاه بوفالو و کسب نشان افتخار از سفارت آمریکا در پاریس شد. او در اکتبر ۱۹۶۲ درگذشت.

## مطالعه‌ی بیشتر
- Noel Riley Fitch (June 1, 1983). Sylvia Beach and the Lost Generation: A History of Literary Paris in the Twenties and Thirties. W W Norton & Co Inc. ISBN 0-393-01713-3.